# Stephan Grüninger
Stephan Grüninger (* 1969 in Sindelfingen) ist ein deutscher Wirtschaftswissenschaftler.

## Leben
Stephan Grüninger absolvierte zunächst eine Ausbildung zum Bankkaufmann. Nach seinem Wehrdienst in der Deutsch-Französischen Brigade in Böblingen und Abitur studierte an der Hochschule Konstanz Betriebswirtschaftslehre mit den Schwerpunkten in Internationalem Management, Controlling und Außenwirtschaft. Er absolvierte Praktika bei Hewlett-Packard in Böblingen und bei Stoll Knitting Machinery Inc. in New York; bei seiner Diplomarbeit arbeitete er mit der Aesculap AG in Tuttlingen zusammen. Von 1996 bis 1999 war er Wissenschaftlicher Mitarbeiter am Konstanz Institut für Wertemanagement der Hochschule Konstanz und Assistent der Geschäftsleitung des Deutschen Netzwerks Wirtschaftsethik (DNWE). An der Carl von Ossietzky Universität Oldenburg wurde er 2001 bei Reinhard Pfriem mit der Arbeit „Vertrauensmanagement – Kooperation, Moral und Governance“ zum Doktor der Wirtschaftswissenschaften (Dr. rer. pol.) promoviert. Von 2000 bis 2003 war er Berater am Zentrum für Wirtschaftsethik gGmbH in Konstanz sowie für das Management Zentrum St Gallen AG tätig. Anschließend war er bei der Unternehmensberatung und der Wirtschaftsprüfung KPMG und von 2007 bis 2009 für Compliance und Anti Fraud Services bei Ernst & Young tätig, dessen Partner für den Bereich Fraud Investigation & Dispute Services (FIDS) und Leiter der Compliance Services seit 2008.
2009 erhielt er einen Ruf auf die Professor für Allgemeine Betriebswirtschaftslehre mit Schwerpunkt Managerial Economics an der Fakultät Wirtschafts- und Sozialwissenschaften der Hochschule Konstanz Technik, Wirtschaft und Gestaltung und wurde zugleich zum Wissenschaftlichen Direktor des Konstanz Institut für Corporate Governance (KICG) bestellt. Er ist Gutachter des Wissenschaftsrates (WR).
Grüninger war von 2005 bis 2010 Mitglied im Vorstand des Deutschen Netzwerks Wirtschaftsethik (DGNE) und ist seit 2018 dessen Vorstandsvorsitzender. Er ist Wissenschaftlicher Leiter des Forum Compliance & Integrity am Zentrum für Wirtschaftsethik (ZfW) des Deutschen Netzwerks Wirtschaftsethik und zugleich dort Programmdirektor Compliance & Integrity und das Forum Compliance Mittelstand Außerdem ist er Mitglied im wissenschaftlichen Beirat des Deutschen Instituts für Compliance e.V.
Er ist Mitglied im Arbeitskreis für Nachhaltige Unternehmensführung in der Schmalenbach-Gesellschaft für Betriebswirtschaft, Mitglied im Baden-Württemberg Center of Applied Research (BW-CAR), Forschungsschwerpunkt MIG – Management, Innovation und Gesellschaft und Mitglied im Wissenschaftlichen Beirat des DICO – Deutsches Institut für Compliance e.V.
Grüninger hatte den Co-Vorsitz eines Expertenkreises für eine neue Unternehmenskultur der Deutschen Telekom inne.

## Wirken
Die Arbeits- und Forschungsschwerpunkte von Grüninger sind Corporate Compliance und Integrity Management, Wirtschaftsethik und Corporate Social Responsibility (CSR) sowie Vertrauens- und Risikomanagement.
2009 hat er gemeinsam mit Josef Wieland den ComplianceProgramMonitorZfW veröffentlicht.
Grüninger hat den bislang einzigartigen Zertifikatsstudiengang Certified Ethics & Compliance Officer (CECO) initiiert, der auf den neuen Berufszweig der Compliance Officer fokussiert.

## Schriften
- Stephan Grüninger: Vertrauensmanagement : Kooperation, Moral und governance, Metropolis-Verlag 2001, ISBN 3-89518-351-2
- Stephan Grüninger in Josef Wieland: Handbuch Wertemanagement. Erfolgsstrategien einer modernen Corporate Governance, Murmann Hamburg 2004, ISBN 3-938017-06-6
- Stephan Grüninger in Michael S. Aßländer: Handbuch Wirtschaftsethik, Metzler 2011, ISBN 3-476-02270-6
- Grüninger, Fürst, Pforr und Schmiedeknecht: Verantwortung in der globalen Ökonomie gestalten – Governanceethik und Wertemanagement, Metropolis Verlag 2011, ISBN 978-3-89518-863-3
- zusammen mit Peter Martin, Daniel Karczinski: Kommunikationspotenziale in Compliance-Systemen deutscher Unternehmen, 2013
- zusammen mit Maximilian Jantz, Christine Schweikert: Leitlinien für das Management von Organisations- und Aufsichtspflichten, KICG Konstanz 2014, ISBN
- Stephan Grüninger, Josef Wieland, Roland Steinmeyer (Hrsg.): Handbuch Compliance-Management, Erich Schmidt Verlag Berlin 2020, ISBN 978-3-503-18784-3 (3. Auflage)